# S. E. Cupp
Sarah Elizabeth Cupp, dite S. E. Cupp, née le 23 février 1979 à Carlsbad, en Californie, est une journaliste et analyste politique américaine de sensibilité conservatrice. Elle est l'auteur de deux essais parus aux éditions Threshold, et a animé diverses émissions politiques dont la quotidienne The Cycle sur MSNBC.
Proche des Log Cabin Republicans, S. E. Cupp est pour le mariage homosexuel et se dit athée. Ses positions sur le mariage homosexuel la décident d'annuler sa participation à la CPAC de 2013.

## Essais
- en collaboration avec Brett Joshpe, Why You're Wrong about the Right: Behind the Myths, Threshold Editions, New York, 2008,  (ISBN 1-4165-6282-6)
- Losing Our Religion: The Liberal Media's Attack on Christianity, Threshold Editions, New York, 2010,  (ISBN 1-4391-7316-8)[2]